# 磯貝一
磯貝 一（いそがい はじめ、1871年12月8日（明治4年10月26日） - 1947年（昭和22年）4月19日）は、日本の柔道家。段位称号は講道館柔道十段、大日本武徳会柔道範士。講道館柔道殿堂。

## 経歴
延岡藩藩士で関口流柔術家にして柔道教士の磯貝恒久の長男として、現在の宮崎県延岡市に生まれる。
1891年（明治24年）上京し講道館に入門する。
1893年（明治26年）京都の第三高等学校の嘱託柔道教師となる。
1899年（明治32年）、大日本武徳会柔道教授に就任。
1913年（大正2年）4月、大日本武徳会柔道範士の称号を授与される。
1923年（大正12年）12月22日、永岡秀一と共に、当時の生存者としては初の十段に昇進した。
1929年（昭和4年）、御大礼記念天覧武道大会の審判員を務める。
1934年（昭和9年）、皇太子殿下御誕生奉祝天覧武道大会の審判員並びに永岡秀一との特選乱取りを務める。
1937年（昭和12年）、講道館より柔道十段を授与。
1940年（昭和15年）、紀元二千六百年奉祝天覧武道大会において永岡秀一と共に古式の形を演武する。